# Дебют слона
Дебют слона — шаховий дебют, який починається ходами:

1. e2-e4 e7-e5 

2. Сf1-c4.

Належить до відкритих початків.

## Історія
Дебют відомий ще з Ґеттінґенського рукопису (кін. XV ст.) і був дуже популярним у середньовіччі. Свого часу, цей початок застосовували Руй Лопес (XVI ст.) та Франсуа Філідор (др. пол. XVIII ст.). Нині цей початок є доволі популярним продовженням після 1. е4 е5. Однак, ще з XX ст. дебют рідко обирають на найвищому рівні, оскільки вважається, що чорні легко можуть вирівняти гру. Втім, для ефекту несподіванки, його іноді грали такі видатні шахісти, як Бент Ларсен, Гаррі Каспаров, Аліреза Фіруджа.
З перестановкою ходів, дебют слона нерідко зводиться до Італійської партії, Віденської партії або Захисту двох коней.

## Варіанти

### Берлінський захист 2…Кg8-f6
У більшості випадків чорні обирають саме це продовження.
3. d3 — найпопулярніше продовження
- 3… Кc6 4.Кf3 Сc5 — перехід до Італійської партії, варіант Giuoco Pianissimo[7]
- 3… c6 4. Kf3 d5 5.Сb3 Cd6 6. Kc3 Ce6 7. Cg5 Kbd7 8. 0-0 d4! 9. Ke2 h6 10. Cd2 0-0 =[8]
  - 6. … d4!? 7. Ke2 0-0 8. 0-0 c5 = Геннінґс — Суєтін, Сочи, 1973[8]
- 3… c6 4. Kf3 d5 5. ed ed 6. Cb3 Cb4 7. c3 Cd6 8. Cg5 Ce6 9. 0-0 0-0 10. Kbd2 Kbd7 =[9]
  - 4. Фe2 Ce7 5. f4 d5! 6. ed ef — неясна позиція[9]
- 3… d5 4. ed Kd5 5. Kf3 Kc6 6. 0-0 Cc5 7. Te1 0-0 8. Ke5 Фh4! 9. Фf3 Kf6 10. g3 Ke5 у чорних перевага[8]
  - 6. … Се7 7. Те1 Фd6 — неясна позиція[8]

3. d4 ed 4. Кf3  — гамбіт Урусова
- 4… Ke4 5. Фd4 Kf6 6. Cg5 Ce7 7. Kc3 Kc6 8. Фh4 d6 9. 0-0-0 Ce6 з компенсацією[9][8]
- 4 … d5 5.ed Cb4 6. c3 Фe7 7. Kpf1 dc 8.Kc3 0-0 9. Cg5 h6 10.Ch4 Cf5 11. Фd4 Kbd7 = Естрін — Ватніков, Вільнюс, 1961[8]

### Класичний захист 2…Сf8-c5
- 3. Kg1-f3 Kb8-c6 — Італійська партія з перестановкою ходів.
- 3. c2-c3 — Варіант Філідора.[10]
  - 3… d5! 4. Cd5 (4. ed Cf2) Kf6 5. Фf3 (5. Фb3 Kd5 6.Фd5 Фd5 7.ed Cf5 8. Kf3 f6 з первагою чорних) 5. … 0-0
    - (5. … Kd5 6. ed 0-0 з компенсацією) 6. d4 ed 7. Cg5 Ce7! з перевагою чорних. (Пауль Керес)[8]
- 3. d2-d4 — Гамбіт Льюїса[ru]
- 3. b2-b4!? — Гамбіт Вінга[11]
  - 3…Cxb4 4. c3! Kf3 з компенсацією[8]